# Линия U4 (Берлин)
Линия U4 (нем. Linie U4) — одна из самых маленьких линий Берлинского метрополитена. Состоит из 5 станций, длиной 2900 метров. Открыта 1 декабря 1910 года.

## Развитие
Линия была построена в один участок.

## Станции
- «Ноллендорфплатц» (нем. Nollendorfplatz)
- Виктория-Луизе-Платц
- Байеришер Платц
- Ратхаус Шёнеберг
- Иннсбрукер Платц